# 1120 Cannonia
Cannonia (asteroide 1120, com a designação provisória 1928 RV) é um asteroide da cintura principal, a 1,8732256 UA. Possui uma excentricidade de 0,1551004 e um período orbital de 1 205,79 dias (3,3 anos).
Cannonia tem uma velocidade orbital média de 20,00323662 km/s e uma inclinação de 4,04719º.
Este asteroide foi descoberto em 11 de Setembro de 1928 por Pelageja Shajn.
O seu nome é uma homenagem à astrónoma americana Annie Jump Cannon.